# Susanna Babkenowna Amatuni

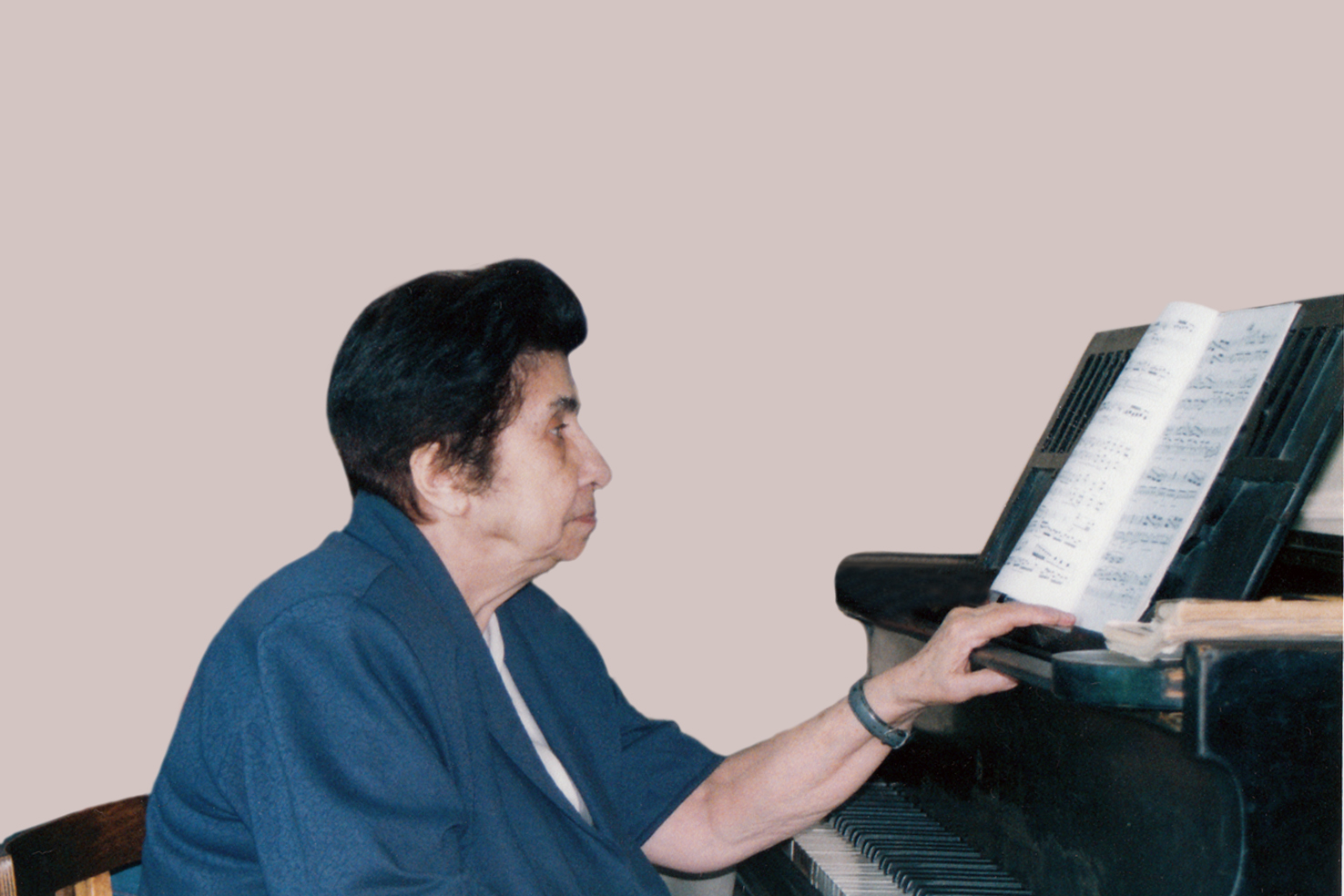
Susanna Amatuni (2000)

Susanna Babkenowna Amatuni (russisch Сусанна (Шушаник) Бабкеновна Аматуни; armenisch Սուսաննա (Շուշանիկ) Ամատունի; geb. 28. Februar 1924 in Jerewan, Armenische SSR, Sowjetunion; gest. 20. März 2010 in Jerewan, Armenien) war eine armenisch-sowjetische Musikwissenschaftlerin.

## Kindheit und Ausbildung
Susanna Amatunis Vater Babkena Amatuni war Leiter des Bahnhofs Jerewan. Ihre Mutter war die Russischlehrerin Jelisaweta Gerassimowna (Karapetowna) Amatunin. 1928 zog die Familie von Jerewan nach Leninakan, da der Vater dort eine Stelle als Leiter des Abschnittes VI der Transkaukasischen Eisenbahn erhalten hatte. Später wurde der Vater zudem Mitglied der Zentralen Wahlkommission Armeniens. Susanna Amatuni besuchte die Schule Nr. 51 und die Musikschule Nikogaios Tigranjan in Leninakan. Susanna Amatuni war 13 Jahre alt, als ihr Vater Babkena Amatuni 1937 im Zuge des Großen Terrors in der Sowjetunion wegen angeblicher Verschwörung mit seinem Namensvetter, dem 1. Sekretär der Kommunistischen Partei Armeniens, wegen angeblichem Trotzkismus und angeblicher Spionage für Deutschland und Japan angeklagt und verurteilt wurde. An ihrem Geburtstag, dem 28. Februar 1938, wurde er hingerichtet. Die Familie musste die komfortable Wohnung verlassen. Susanna lebte fortan mit ihrer Mutter, ihren Brüdern und einer jüngeren Schwester in einem Keller. Ihre Mutter bekam als Witwe eines angeblichen Trotzkisten keine Arbeit und wurde zweimal verhaftet. Trotz dieser Widrigkeiten erzielte Susanna Amatuni ausgezeichnete Ergebnisse an der allgemeinbildenden Schule und der Musikschule Christofor Kara-Mursa. 
Von 1941 bis 1943 studierte Susanna Amatuni an der physikalisch-mathematischen Fakultät des Pädagogischen Instituts Leninakan, das sie mit Erfolg abschloss. 1944 wechselte sie in die Klavierklasse der Musikhochschule Christofor Kara-Mursa Leninakan. Danach studierte Susanna Amatuni von 1945 bis 1950 an der Kompositionstheoretischen Fakultät des Gnessin-Instituts Moskau.

## Karriere
Von 1951 bis 1968 unterrichtete Susanna Amatuni musiktheoretische Disziplinen an der Musikschule Pjotr Tschaikowski Jerewan. Von 1966 bis 2010 unterrichtete sie Klavierunterrichtsmethoden und gab einen Spezialkurs zur Analyse von Musikwerken am Staatlichen Konservatorium Jerewan; ab 1990 als Dozentin und ab 1997 als Professorin an der Fakultät für Musiktheorie.
Ab 1987 war Susanna Amatuni Mitglied des Bundes der Komponisten und Musikwissenschaftler Armeniens.
1988 verteidigte sie ihre Thesis als Kandidatin der Kunstkritik mit ihrer Monografie „Arno Babadschanjan: Instrumentale Kreativität: Forschung“.
Sie nahm an wissenschaftlichen Konferenzen unter anderem in Moskau, Leningrad, Tiflis und Jerewan teil.

## Ehrungen
Susanna Amatuni wurde „für ihre langjährige gewissenhafte Arbeit“ die sowjetische Medaille „Veteran der Arbeit“ verliehen. Sie erhielt den Titel Verdiente Lehrerin der Armenischen SSR.

## Werke
Susanna Babkenowna Amatuni ist Autorin von mehr als 50 wissenschaftlichen Arbeiten.
- Arno Babadschanjan: Instrumentalnoje twortschestwo -Issledowanije. Sowetakan groch, Jerewan 1985 (russisch, Originaltitel: Арно Бабаджанян: Инструментальное. творчество : Исследование.).[4]
- Schisn i twortschestwo Geguni Tschittschjan. Issledowanije. Jerewan 2003 (russisch, Originaltitel: Жизнь и творчество Гегуни Читчян. Исследование.).